# Johann Georg II. (Sachsen-Eisenach)
Johann Georg II. (* 24. Juli 1665 in Friedewald; † 10. November 1698 in Eisenach) war Herzog von Sachsen-Eisenach und entstammte der ernestinischen Linie des Hauses Wettin.
Johann Wilhelm wurde als Sohn des Herzogs Johann Georg I. von Sachsen-Eisenach und dessen Ehefrau Johanetta von Sayn-Wittgenstein geboren. Nach dem Tod seines Vaters wurde er 1686 regierender Herzog von Sachsen-Eisenach. Am 20. September 1688 heiratete er in Kirchheim unter Teck Sophie Charlotte (1671–1717), Tochter des Herzogs Eberhard III. von Württemberg und seiner zweiten Frau Maria Dorothea Sophia von Oettingen.
Er starb kinderlos im Alter von 33 Jahren an den Pocken; nach seinem Tod erbte deshalb sein jüngerer Bruder Johann Wilhelm den herzoglichen Thron.
| |  | Zweidritteltaler (Gulden) 1690 |
| Johann Georg II. Herzog von Sachsen-Eisenach (1680–1698) |  |                                |
| Wert = 16 Groschen = 192 Pfennige |  |                                |
| Prägung 1690 Münzstätte Eisenach |  |                                |
| Münzmeister Heinrich Christian Müller im Amt 1689–1690 |  |                                |
| Gewicht: 16,53 g Durchmesser: 37,02–37,89 mm Dicke: 2,06 mm |  |                                |
| Prägung als Landesmünze im 12-Taler-Münzfuß von Leipzig, 18 Stück auf die feinen Mark, Feingewicht: 12,992 g Silber. Das Gewicht unterlag Schwankungen: zwischen 17,323 g bei 12 Loth = 750 ‰ Silber und 15,607 g bei 15 Loth 4 Grän = 951,389 ‰ Silber |  |                                |
| Vs.: Brustbild des Herzogs nach rechts mit Allongeperücke im Harnisch mit Überwurf; Münzherr und Herrschertitel als Umschrift von links beginnend nach rechts in lateinischer Kapitalschrift IOH◦GEORG◦D◦G◦D◦SAX◦I◦C◦M◦A◦&◦W◦ JOHANNES GEORGIUS DEI GRATIA DUX SAXONIAE IVLIACI CLIVIAE MONTIUM ANGARIAE ET WESTPHALIA (Johann Georg von Gottes Gnaden Herzog zu Sachsen, Jülich, Kleve, Berg, Engern und Westfalen) |  |                                |
| Rs.: Unter dem Herzogshut, zwischen zwei Palmwedeln mit aufgeprägter getrennter Jahreszahl Wappenschild mit 20 Feldern und Herzschild mit sächsischem Wappen; unterhalb in ovalem Kranz Wertbezeichnung 2/3; Umschrift oben rechts beginnend PIETATE & IVSTITIA◦ (Frömmigkeit und Gerechtigkeit) 1. Reihe: Landgrafschaft Thüringen, Herzogtum Kleve und Markgrafschaft Meißen 2. Reihe: Herzogtum Jülich, Grafschaft Orlamünde, Herzogtum Bergen 3. Reihe: Pfalzgrafschaften Sachsen und Thüringen 4. Reihe: Markgrafschaften Landsberg und Burggrafschaft Altenburg 5. Reihe: Herrschaft Pleissen und Herrschaft Eisenberg 6. Reihe: Grafschaft Brehna, Grafschaft Sayn und Grafschaft Wittgenstein 7. Reihe: Grafschaften Mark, Henneberg und Ravensberg 8. Reihe: Herrschaft Homburg, Regalienfeld und Herrschaft Freusburg |  |                                |
| beidseitig Rändelung, Kante glatt / Kehrprägung |  |                                |